# 花嶼燈塔
花嶼燈塔（英語：Huayu Lighthouse），是一座位於臺灣澎湖群島島嶼花嶼山頂的燈塔，是臺灣最西的燈塔，隸屬中華民國交通部航港局。

## 沿革
花嶼燈塔約1939年日人因軍事目的而興建，建於花嶼西半部最高點，後於同年9月12日正式啟用，第二次世界大戰期間，因受到空襲因素，花嶼燈塔由於缺乏電石氣供應而停止發光，也使得燈塔並未受到戰火所影響。
戰後，燈塔曾設有管理員一名，負責管理及維修工作，目前無人駐守，已改裝成太陽能發電且於遠處監控燈塔燈光。

## 行政諸元
- 塔高：12.5公尺
- 塔身塗色・構造：白色混凝土圓塔
- 燈高：64.6公尺以高潮面至燈火中心計。
- 燈器：四等電石氣閃光燈
- 光力：1,600燭光。
- 公稱光程:10.3浬。
- 管轄機關：燈塔原為中華民國財政部關務署管理，已於2013年1月1日轉交由中華民國交通部航港局管轄。
- 人員編制：無
- 開放參觀與否：自由參訪

## 參看
- 東吉嶼燈塔

## 外部連結
- 交通部航港局花嶼燈塔 （页面存档备份，存于）
- 花嶼燈塔 （页面存档备份，存于）